# Nicolae Simatoc
Nicolae Simatoc născut Nicolae Șmatoc  (n. 1 mai 1920, s. Grimăncăuți, Briceni, Regatul României - d. 11 decembrie 1979, Sydney, Australia), cunoscut și sub numele Miklos Szegedi, a fost un fotbalist român din perioada interbelică. A fost primul român care a jucat la FC Barcelona și la Internazionale Milano. A mai evoluat la cvadrupla campioană a României Ripensia Timișoara dar și la Carmen București. A decedat în Australia la Sydney.

## Carieră

### Debutul
Nicolae Simatoc a debutat în prima ligă din România în anul 1938. A jucat 44 de meciuri pentru Ripensia și a reușit să marcheze 3 goluri.
De la Ripensia a plecat la Carmen București, echipa antreprenorului român Dumitru Mociorniță. În 1942 a plecat la CA Oradea (campioană a Ungariei în 1944 ca NAC, campioană a României în 1949 ca ICO), iar după 3 sezoane petrecute la Oradea a revenit la Carmen București.

### Perioada de glorie

Nicolae Simatoc (în dreapta)

În 1947 Nicolae Simatoc se transferă la Inter Milano unde joacă până în 1949. La Inter, Simatoc reușește să înscrie 3 goluri în cele 17 meciuri jucate.
În 1949 se transferă la Brescia Calcio unde joacă într-un sezon 30 de meciuri și marchează de 8 ori.
În 1950 ajunge la FC Barcelona unde evoluează 2 sezoane. Simatoc a jucat 34 de meciuri, marcând 2 goluri. Primul meci jucat în Spania a fost pe 10 septembrie 1950, împotriva lui Real Sociedad, fiind un debut de minune cu un gol marcat și trei pase decisive. Printre partidele jucate în Primera División se numară și un "El Clásico" celebru: Barcelona FC - Real Madrid CF, scor 7-2.
În 1952 se transferă la Real Oviedo unde joacă doar 5 meciuri.

### Cariera internațională
Nicolae Simatoc a jucat 8 meciuri pentru echipa națională de fotbal a României în perioada 1940-1946.

## Palmares
- Ripensia Timișoara
  - Liga 1

Vicecampion: 1938–39
- Nagyváradi AC
  - Nemzeti Bajnokság I: 1943–44
- Inter Milano
  - Serie A

Vicecampion: 1948–49
- FC Barcelona
  - La Liga: 1951–52
  - Copa Eva Duarte: 1952
  - Copa del Generalísimo: 1951, 1952
  - Cupa Latină: 1952